# Mygglasvinge
Mygglasvinge (Synanthedon culiciformis) är en fjärilsart som beskrevs av Carl von Linné, 1758. Mygglasvinge ingår i släktet Synanthedon och familjen glasvingar, (Sessidae).

## Kännetecken
Mygglasvinge har en vingbredd på 20-27 millimeter, kroppen är slank och mörk med ett orangerött band på bakkroppen och orangefärgade vingbaser. Framvingarna har breda mörka spetsar och mörk framkant och en smal, mörk diskfläck. Bakvingarna är genomskinliga med mörk kant.

## Utbredning
Mygglasvinge har en holarktisk utbredning - den finns i Europa, tempererade Asien och Nordamerika. I Sverige förekommer den över nästan hela landet men är ganska sällsynt.

## Levnadssätt
Denna glasvinges larver lever under barken på lövträd, ofta björk eller al. De unga larverna gnager gångar mellan barken och veden, men senare i utvecklingen börjar larverna gnaga gångar som går in i veden. Utvecklingen från larv till imago är tvåårig. Larven övervintrar inne i värdträdets stam och där sker även förpuppningen. I början på sommaren kommer de fullbildade fjärilarna fram.